# Северен Хюрън
Северен Хюрън (на английски: North Huron) е град в провинция Онтарио, югоизточна Канада. Населението му е 4932 души (по данни от 2016 г.).
Разположен е на 325 m надморска височина, на 34 километра източно от брега на езерото Хюрън и на 155 километра западно от центъра на град Торонто. Северен Хюрън е създаден при административна реформа през 2001 година с обединяването на градчето Уингам и по-малките селища Източен Уауанош ш Блайт.

## Известни личности
Родени в Северен Хюрън
- Алис Мънро (р. 1931), писателка